# 天星小輪
天星小輪（英語：The Star Ferry），是香港歷史最悠久的渡海小輪公司，1898年5月1日起在維多利亞港兩岸提供服務，載客來往香港島及九龍。現時小輪設有兩條航線，分別由中環／灣仔來往尖沙咀。服役中的船隊由10艘雙層船組成，其均在香港製造。
天星小輪是旅客遊覽維多利亞港首選的途徑，2009年更被國家地理旅遊雜誌列為「人生50個必到景點」之一，並獲美國旅遊作家協會（Society of American Travel Writers）評選為「全球十大最精彩渡輪遊」之首。

## 歷史

### 19世紀
1870年代（一說為1871年），一位波斯拜火教（即祆教）教徒米泰華拉，他以難民身份，在1852年偷渡到香港來當廚師，並於1880年創辦「九龍渡海小輪公司」來往尖沙咀與中環。1898年，九龍倉集團收購「九龍渡海小輪公司」，並改名為「天星小輪公司」。
天星小輪開辦之時，只擁有5艘以燃燒煤炭發動的單層船隻。當時的渡輪班次為40分鐘一班，穿梭中環與尖沙咀之間，船費為每位港幣5仙（HK$0.05）。

### 20世紀

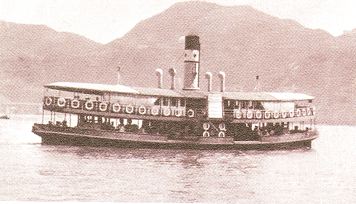
20世紀初的天星小輪

1904年，天星小輪在當時的九龍角（今尖沙咀天星碼頭及海運大廈一帶）興建新的天星碼頭，至1906年4月1日落成。同年9月18日，九龍角天星碼頭卻被颱風所破壞，到1911年才重新恢復。
1916年，鄰近尖沙咀天星碼頭的尖沙咀火車站落成，使乘客量大幅上升。
1918年，以燃燒煤塊製造蒸氣來產生動力的機動輪船正式啟用，被稱作「過海火船」。自此，各小輪的命名均以「星」字編排。
1920年初，購得由黃埔船塢製造兼自行設計的5艘單層小輪船，合共可載客286人。
1924年、1926年及1928年，陸續增加5艘可乘載555人的雙層小輪船。
1933年，天星小輪取得來往尖沙咀至中環航線的專營權。同年，天星小輪引入其第一艘以「電星」命名的柴油內燃機輪船。

#### 第二次世界大戰
第二次世界大戰期間，日本在1941年攻打香港，儘管戰情嚴重，機槍及砲彈聲響個不停，天星小輪仍決定將渡輪服務維持至12月12日早上10時正，在英軍的控制下，疏散那些仍在九龍半島的難民，軍隊及要員。隨後，天星小輪的服務停頓了三年零八個月，是成立以來最長時期的停頓。受戰火影響，電星號、北星號被日軍擊沉，而天星號、午星號、夜星號亦沉沒於大海中。

#### 戰後發展
至1949年，天星小輪恢復到6艘小輪航行。
1953年時，每天平均有約9萬人乘坐天星小輪跨越維港。
1965年1月，中環至紅磡航線投入服務。

#### 天星小輪加價事件
1966年4月，天星小輪因把頭等船費加價5仙（由2角加價至2角5仙，因為當時5仙可以買早餐油條，加1角白粥，就成為最基本的早餐），事件引起市政局民選議員葉錫恩的關注及蘇守忠等的絕食抗議，及後更觸發九龍區的騷亂及暴動，當時的紅磡渡輪服務亦一度被逼中斷，事件到4月10日才告一段落，後稱為天星小輪加價事件。
1967年5月，由於發生六七暴動，港島區實施宵禁，所有渡輪服務暫停。其後，中環至尖沙咀航線在同年6月恢復有限度服務，但中環至紅磡航線則一直停航，直至1975年11月配合紅磡火車站開業才重新提供服務。

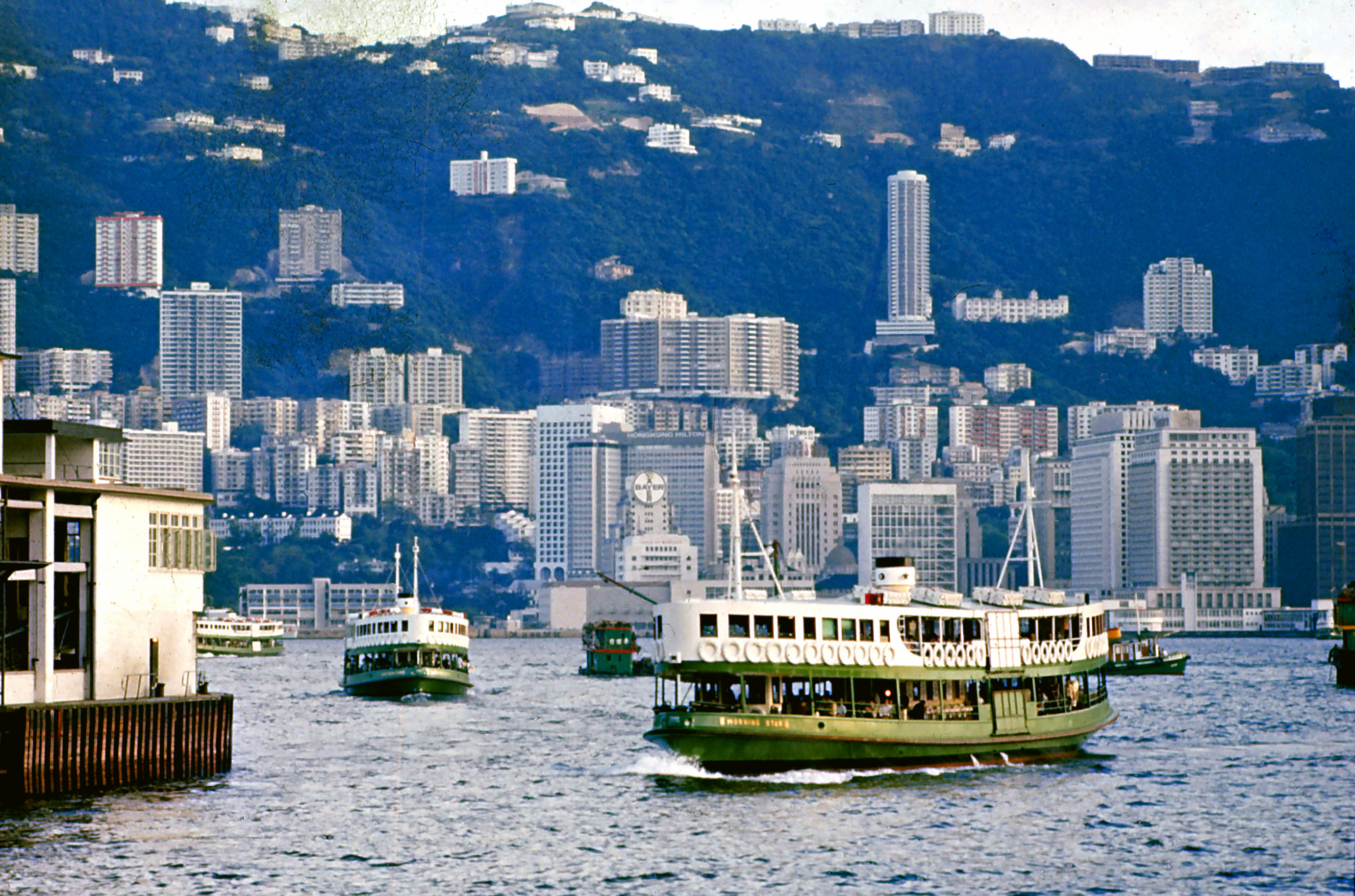
攝於1971年的天星小輪與中環

1972年、1979年、1989年、1997年，香港海底隧道及香港地鐵分別啟用。天星小輪雖然面對過海隧道巴士及地鐵加入競爭，但仍憑其相對低廉的收費及無須受塞車影響的優勢，每天仍吸引超過70000名乘客搭乘。

#### 天星小輪成立100周年
1998年，天星小輪有限公司100周年成立紀念，當時的郵政署亦為此發行紀念郵票。
1999年4月1日，天星小輪接辦原本由油蔴地小輪經營的紅磡至灣仔航線。

### 21世紀
2003年開辦名為「天星維港遊」的海上遊；遊客可乘坐仿照1920年代設計的天星小輪「輝星號」暢遊維多利亞港。
2005年6月8日，政府撥款2.7億元將尖沙咀天星碼頭旁的巴士總站遷往尖東永安廣場旁邊的新交通交匯處，當時預計於2009年可以落成啟用，但計劃已被當局擱置。
2006年11月12日，往返中環的渡輪服務由本來的愛丁堡廣場碼頭改為中環碼頭的7號及8號碼頭，受影響的包括中環↔尖沙咀、中環↔紅磡渡輪服務以及天星維港遊之渡輪服務。

#### 愛丁堡廣場碼頭拆卸
2006年尾，服務49年的愛丁堡廣場碼頭因作中環及灣仔填海計劃而收回有關用地，引發一連串示威、靜坐等抗議事件。最終房屋及規劃地政局局長孫明揚堅持拆卸，及後碼頭被圍板封鎖並清拆，而備受關注的鐘樓部份則被棄置於屯門堆填區，當中更引發香港立法會休會辯論，及使行政長官曾蔭權的民望一度下跌。2006年11月12日，由尖沙咀往返中環的渡輪服務由本來的愛丁堡廣場碼頭改為中環七號碼頭。
營辦牌照2011年3月31日屆滿後，天星小輪停辦紅磡來往中環及灣仔航線。天星小輪指兩線每年平均虧蝕200萬元。
2012年，天星小輪被揭發船隊上無設置救生衣，上下層僅擺放約百個救生圈，及在船頂備置8隻救生筏，安全問題備受乘客關注。天星小輪事後與海事處進行兩次會議，在積極提升救生裝置前，近期在每艘渡輪上多加逾10個救生圈。

#### 灣仔碼頭遷移
2014年8月30日，往返灣仔的渡輪服務遷移至第三代灣仔碼頭繼續營運。碼頭原址其後被拆卸及填海，用作興建中環灣仔繞道。
2020年7月，「曉星」被改裝成柴油及電力混能，乃香港第一艘行走日常航線的低排放環保渡輪。至2021年9月，已有3艘（「世星」及「銀星」）改裝成混能渡輪投入服務。

#### 2019冠狀病毒病疫情
2022年，受2019冠狀病毒病第五波疫情影響，並因應政府的防疫措施，「天星維港遊」於1月6日起暫停服務。及後疫症在社區蔓延，2月28日，中環↔尖沙咀航線延遲至早上七時開航，並只開放上層服務，收費一律以下層收費為基準。現有兩條渡輪服務航線班次削減，並提早至晚上九時停航。3月11日，更進一步提早至晚上七時三十分停航，中環↔尖沙咀航線當天起延遲至早上七時三十分開航。3月14日，總經理周卓賢表示2022年首兩個月的載客量只有100萬人次，為2019年同期的27%。他指公司自2019年6月起累計虧損超過7000萬港元，已墮入負資產行列，需完全依靠舉債應付日常營運開支，每月收入甚至無法抵上員工薪金，聲稱「其欠下的債務可能到2047年仍未能還清」，形容情況幾乎山窮水盡。

## 渡輪航線

### 現存渡輪航線

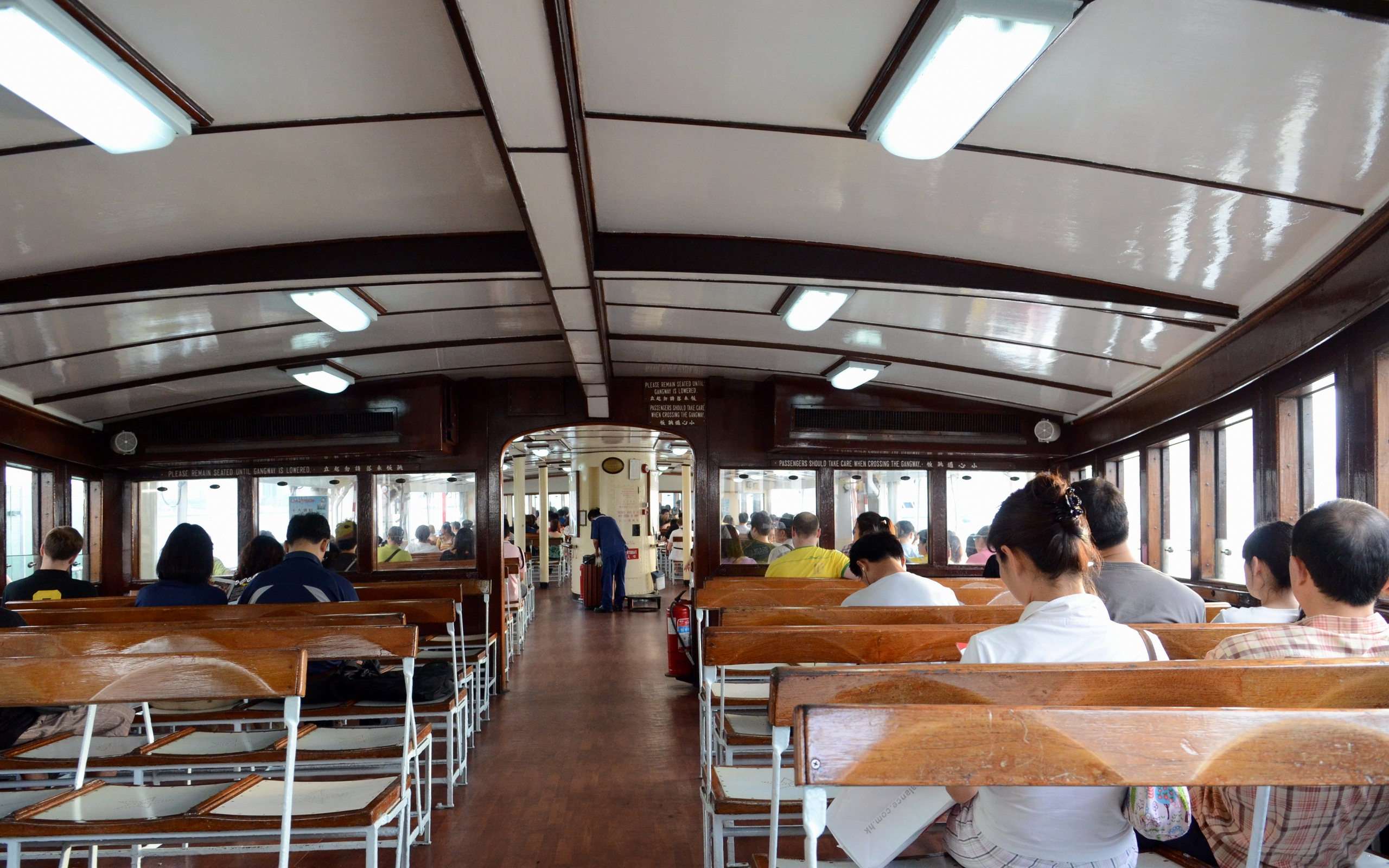
天星小輪上層

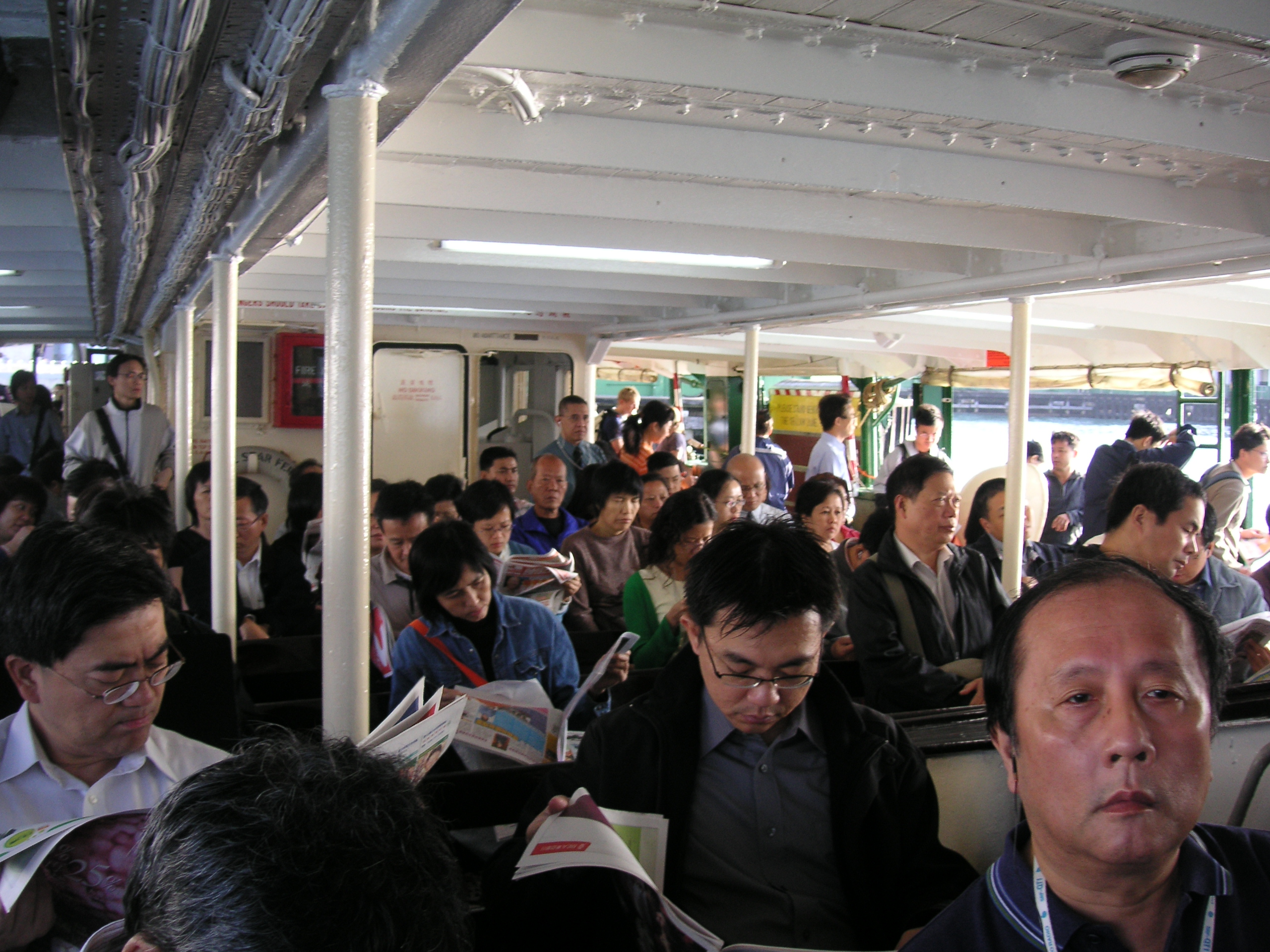
天星小輪下層

- 尖沙咀至中環航線
- 尖沙咀至灣仔航線

### 收費
下列收費以港元計算，由2024年8月25日起生效：
| 航線         | 適用日期             | 成人收費          | 樂悠咭（60-64歲）收費 | 樂悠咭（60-64歲）收費 | 小童收費          | 65歲或以上人士 及殘疾人士收費 | 65歲或以上人士 及殘疾人士收費 | 月票   | 四日旅遊票 | 單車（每輛） |
| 航線         | 適用日期             | 成人收費          | 代幣                  | 樂悠咭                | 小童收費          | 代幣 長者八達通               | 樂悠咭 殘疾人士個人八達通     | 月票   | 四日旅遊票 | 單車（每輛） |
| ------------ | -------------------- | ----------------- | --------------------- | --------------------- | ----------------- | ----------------------------- | ----------------------------- | ------ | ---------- | ------------ |
| 尖沙咀－中環 | 星期一至五           | 上層$5.0 下層$4.0 | 上層$5.0 下層$4.0     | $2.0                  | 上層$2.9 下層$2.8 | 上層$2.9 下層$2.8             | $2.0                          | $190.0 | $50.0      | 不適用       |
| 尖沙咀－中環 | 星期六、日及公眾假期 | 上層$6.5 下層$5.6 | 上層$6.5 下層$5.6     | $2.0                  | 上層$3.9 下層$3.7 | 上層$3.9 下層$3.7             | $2.0                          | $190.0 | $50.0      | 不適用       |
| 尖沙咀－灣仔 | 星期一至五           | $5.0              | $5.0                  | $2.0                  | $2.9              | $2.9                          | $2.0                          | $190.0 | $50.0      | $25.0        |
| 尖沙咀－灣仔 | 星期六、日及公眾假期 | $6.5              | $6.5                  | $2.0                  | $3.9              | $3.9                          | $2.0                          | $190.0 | $50.0      | $25.0        |

- 四日旅遊票持票者可於四天內不限次數乘搭中環至尖沙咀及灣仔至尖沙咀航線，於尖沙咀天星碼頭天星維港遊售票處發售，售價為HK$50.0。[16]
- 殘疾人士必須出示殘疾人士登記證方可享有乘船優惠；由2013年3月3日起，使用「殘疾人士身分」個人八達通的殘疾人士，可享有優惠船費HK$2或上述優惠船費（以較低者為準）
- 由2022年2月27日起，使用「樂悠咭」的60-64歲香港居民，可享有優惠船費HK$2或上述成人船費（以較低者為準）
- 由2023年4月3日起，65歲或以上長者八達通免費乘船優惠予以取消，65歲或以上長者出示年齡證明文件可享有乘船優惠；由2024年8月25日起，65歲或以上長者必須使用「樂悠咭」方可享有優惠船費HK$2或上述優惠船費（以較低者為準）
- 天星小輪尖沙咀↔灣仔航線，每位乘客可運載一部單車，每程收費加收HK$25，但不適用於在下午5時至6時繁忙時間內，由灣仔開往尖沙咀的航班、當乘客需求驟增時，下層船艙需要接載乘客的航班、或乘客利用單車運送貨物。 單車及輪椅使用者需與碼頭職員聯絡經特別通道前往下層登船橋乘坐船隻下層 [17]

### 時間表
| 由尖沙咀開出        | 由尖沙咀開出   |
| 服務時間            | 班次（分鐘）   |
| 星期一至星期六      | 星期一至星期六 |
| ------------------- | -------------- |
| 07:20、07:30、07:41 |                |
| 07:41-09:00         | 8              |
| 09:00-16:36         | 12             |
| 16:36-18:12         | 8              |
| 18:12-19:36         | 12             |
| 19:36-22:30         | 10-14          |
| 22:50               |                |
| 星期日及公眾假期    |                |
| 07:30-12:50         | 20             |
| 12:50-19:00         | 12             |
| 19:00-22:30         | 10-14          |
| 22:50               |                |

| 由灣仔開出       | 由灣仔開出     |
| 服務時間         | 班次（分鐘）   |
| 星期一至星期六   | 星期一至星期六 |
| ---------------- | -------------- |
| 07:30-07:52      | 11             |
| 07:52-09:12      | 8              |
| 09:12-16:48      | 12             |
| 16:48-18:24      | 8              |
| 18:24-20:00      | 12             |
| 20:00-22:20      | 10-14          |
| 22:20-23:00      | 20             |
| 星期日及公眾假期 |                |
| 07:40-13:00      | 20             |
| 13:00-19:00      | 12             |
| 19:00-22:40      | 10-14          |
| 22:20-23:00      | 20             |

| 由尖沙咀開出        | 由尖沙咀開出   |
| 服務時間            | 班次（分鐘）   |
| 星期一至星期六      | 星期一至星期六 |
| ------------------- | -------------- |
| 07:20、07:30、07:41 |                |
| 07:41-09:00         | 8              |
| 09:00-16:36         | 12             |
| 16:36-18:12         | 8              |
| 18:12-19:36         | 12             |
| 19:36-22:30         | 10-14          |
| 22:50               |                |
| 星期日及公眾假期    |                |
| 07:30-12:50         | 20             |
| 12:50-19:00         | 12             |
| 19:00-22:30         | 10-14          |
| 22:50               |                |

| 由灣仔開出       | 由灣仔開出     |
| 服務時間         | 班次（分鐘）   |
| 星期一至星期六   | 星期一至星期六 |
| ---------------- | -------------- |
| 07:30-07:52      | 11             |
| 07:52-09:12      | 8              |
| 09:12-16:48      | 12             |
| 16:48-18:24      | 8              |
| 18:24-20:00      | 12             |
| 20:00-22:20      | 10-14          |
| 22:20-23:00      | 20             |
| 星期日及公眾假期 |                |
| 07:40-13:00      | 20             |
| 13:00-19:00      | 12             |
| 19:00-22:40      | 10-14          |
| 22:20-23:00      | 20             |

| 由尖沙咀開出             | 由尖沙咀開出   |
| 服務時間                 | 班次（分鐘）   |
| 星期一至星期五           | 星期一至星期五 |
| ------------------------ | -------------- |
| 06:30-07:15              | 10/12          |
| 07:15-09:45              | 6              |
| 09:45-20:30              | 6/8            |
| 20:30-23:30              | 10/12          |
| 星期六、星期日及公眾假期 |                |
| 06:30-07:15              | 10/12          |
| 07:15-22:30              | 6/8            |
| 22:30-23:30              | 10/12          |

| 由中環開出               | 由中環開出     |
| 服務時間                 | 班次（分鐘）   |
| 星期一至星期五           | 星期一至星期五 |
| ------------------------ | -------------- |
| 06:30-07:25              | 10/12          |
| 07:25-09:55              | 6              |
| 09:55-20:40              | 6/8            |
| 20:40-23:30              | 10/12          |
| 星期六、星期日及公眾假期 |                |
| 06:30-07:25              | 10/12          |
| 07:25-22:40              | 6/8            |
| 22:40-23:30              | 10/12          |

| 由尖沙咀開出             | 由尖沙咀開出   |
| 服務時間                 | 班次（分鐘）   |
| 星期一至星期五           | 星期一至星期五 |
| ------------------------ | -------------- |
| 06:30-07:15              | 10/12          |
| 07:15-09:45              | 6              |
| 09:45-20:30              | 6/8            |
| 20:30-23:30              | 10/12          |
| 星期六、星期日及公眾假期 |                |
| 06:30-07:15              | 10/12          |
| 07:15-22:30              | 6/8            |
| 22:30-23:30              | 10/12          |

| 由中環開出               | 由中環開出     |
| 服務時間                 | 班次（分鐘）   |
| 星期一至星期五           | 星期一至星期五 |
| ------------------------ | -------------- |
| 06:30-07:25              | 10/12          |
| 07:25-09:55              | 6              |
| 09:55-20:40              | 6/8            |
| 20:40-23:30              | 10/12          |
| 星期六、星期日及公眾假期 |                |
| 06:30-07:25              | 10/12          |
| 07:25-22:40              | 6/8            |
| 22:40-23:30              | 10/12          |

### 已停辦渡輪航線
- 紅磡至中環航線
- 紅磡至灣仔航線

## 維港遊航線

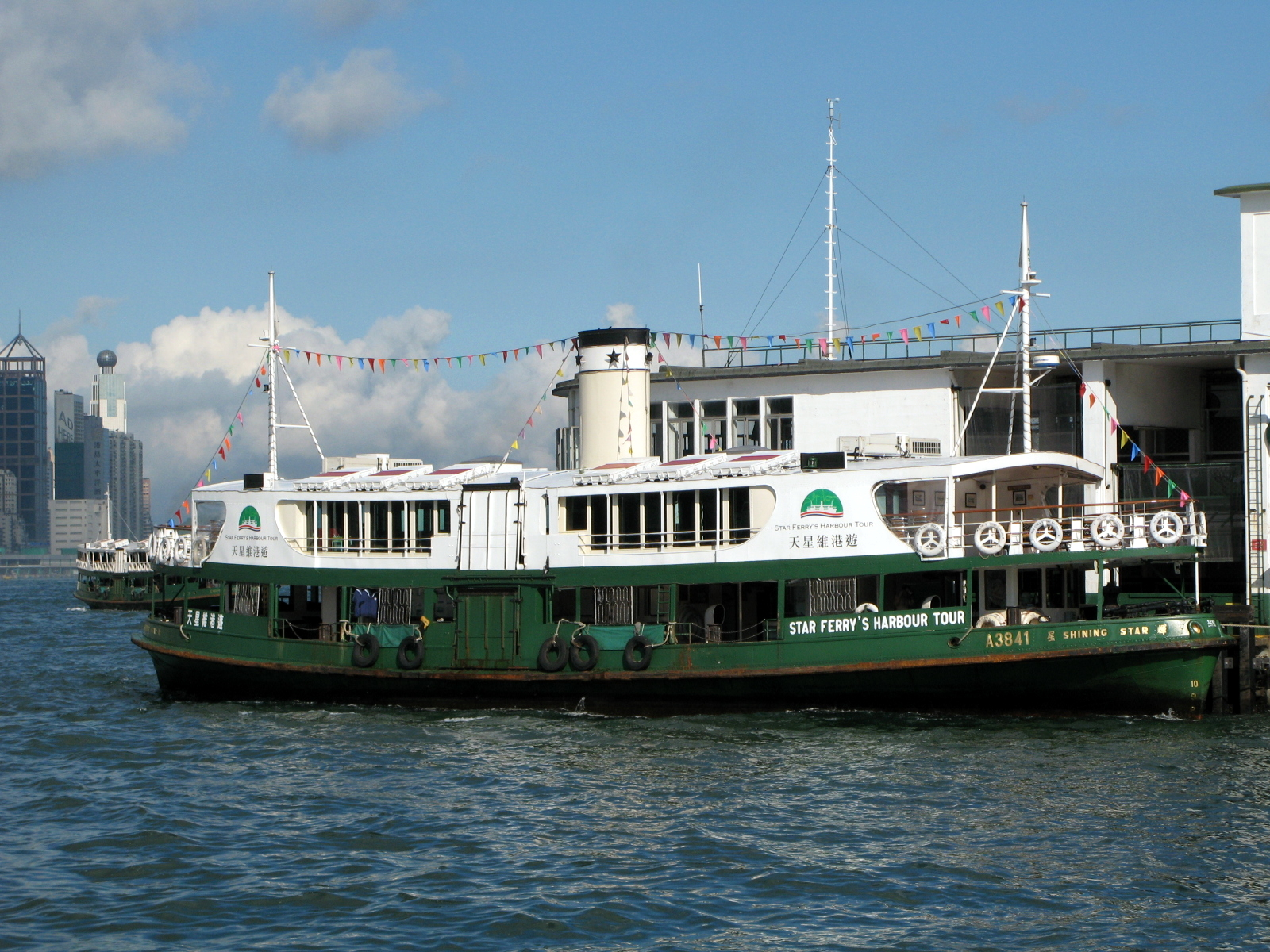
輝星為「天星維港遊」所使用的船隻

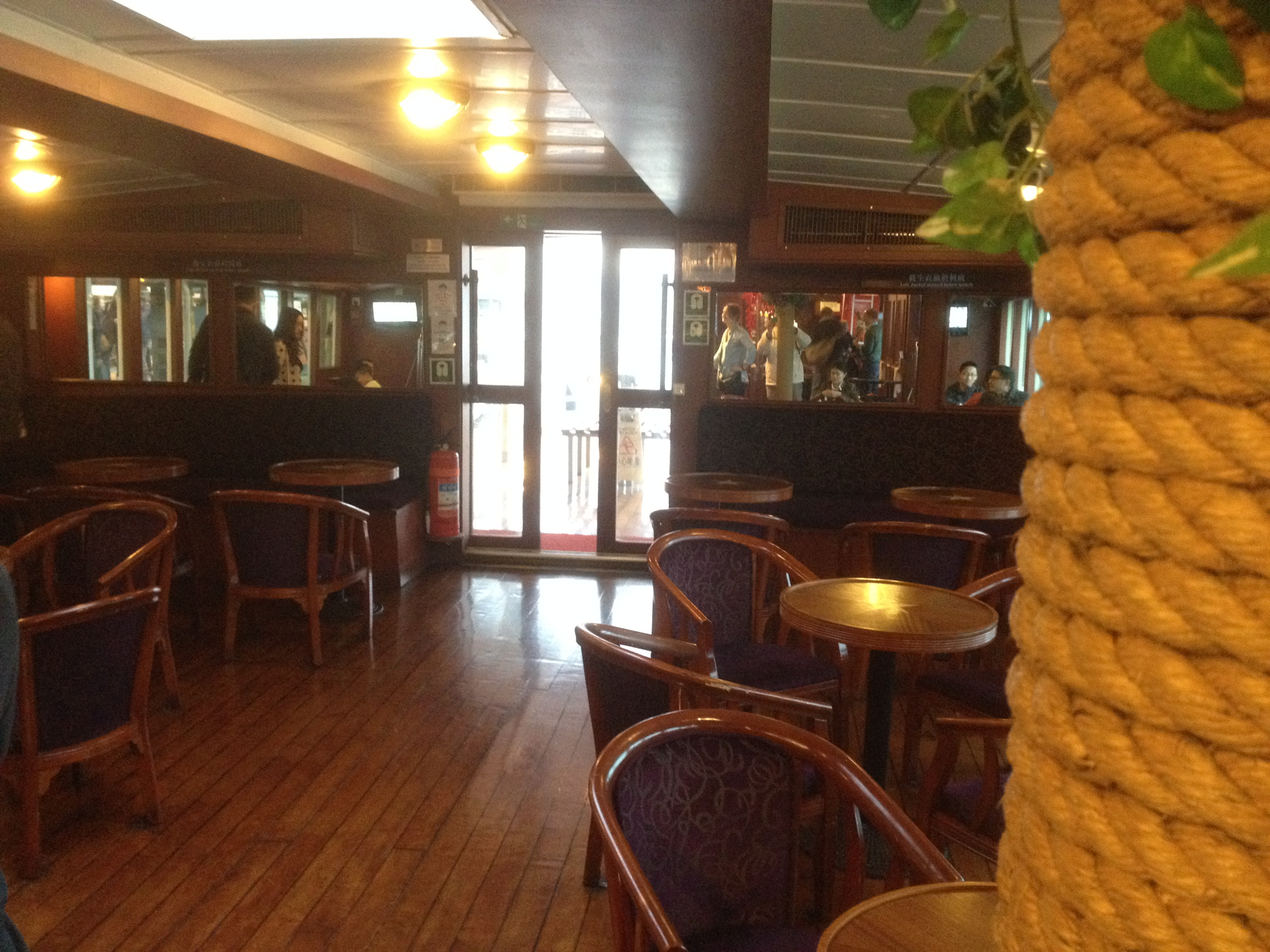
輝星船艙上層

- 日間單程環遊
- 夜間單程環遊
- 「幻彩詠香江」維港遊

### 收費
下列收費以港元計算，由2017年2月1日起生效：
註:由於以下航線因應2019冠狀病毒病疫情以致客量不足，現時已經暫停服務，最新收費有待復航後當局進一步宣布
| 航線                                                     | 成人收費 | 特惠收費 |
| -------------------------------------------------------- | -------- | -------- |
| 日間單程環遊票                                           | $100     | $90      |
| 夜間單程環遊票                                           | $180     | $162     |
| 「幻彩詠香江」維港遊                                     | $205     | $185     |
| 特惠收費適用於小童／殘疾／65歲或以上／購票10張或以上人士 |          |          |

### 時間表
- 註:因應2019冠狀病毒病疫情引致客量不足，天星維港遊各航線現已暫停服務直至另行通知，以下為停駛前之班次時間：

| 由尖沙咀開出 | 由尖沙咀開出 | 由尖沙咀開出 | 由尖沙咀開出 | 由中環開出 | 由中環開出 | 由中環開出 | 由中環開出 | 由灣仔開出 | 由灣仔開出 | 由灣仔開出 | 由灣仔開出 |
| 航班時間     | 航班時間     | 航班時間     | 航班時間     | 航班時間   | 航班時間   | 航班時間   | 航班時間   | 航班時間   | 航班時間   | 航班時間   | 航班時間   |
| ------------ | ------------ | ------------ | ------------ | ---------- | ---------- | ---------- | ---------- | ---------- | ---------- | ---------- | ---------- |
| 11:55        | 12:55        | 13:55        | 14:55        | 12:15      | 13:15      | 14:15      | 15:15      | 12:30      | 13:30      | 14:30      | 15:30      |
| 15:55        | 16:55        | 17:55        |              | 16:15      | 17:15      | 18:15      |            |            |            |            |            |

| 由尖沙咀開出 | 由尖沙咀開出 | 由中環開出 |
| 航班時間     | 航班時間     | 航班時間   |
| ------------ | ------------ | ---------- |
| 18:55        | 20:55        | 20:15      |

#### 幻彩詠香江維港遊
| 由尖沙咀開出 | 由中環開出 |
| 航班時間     | 航班時間   |
| ------------ | ---------- |
| 19:55        | 19:15      |

## 海港遊航線

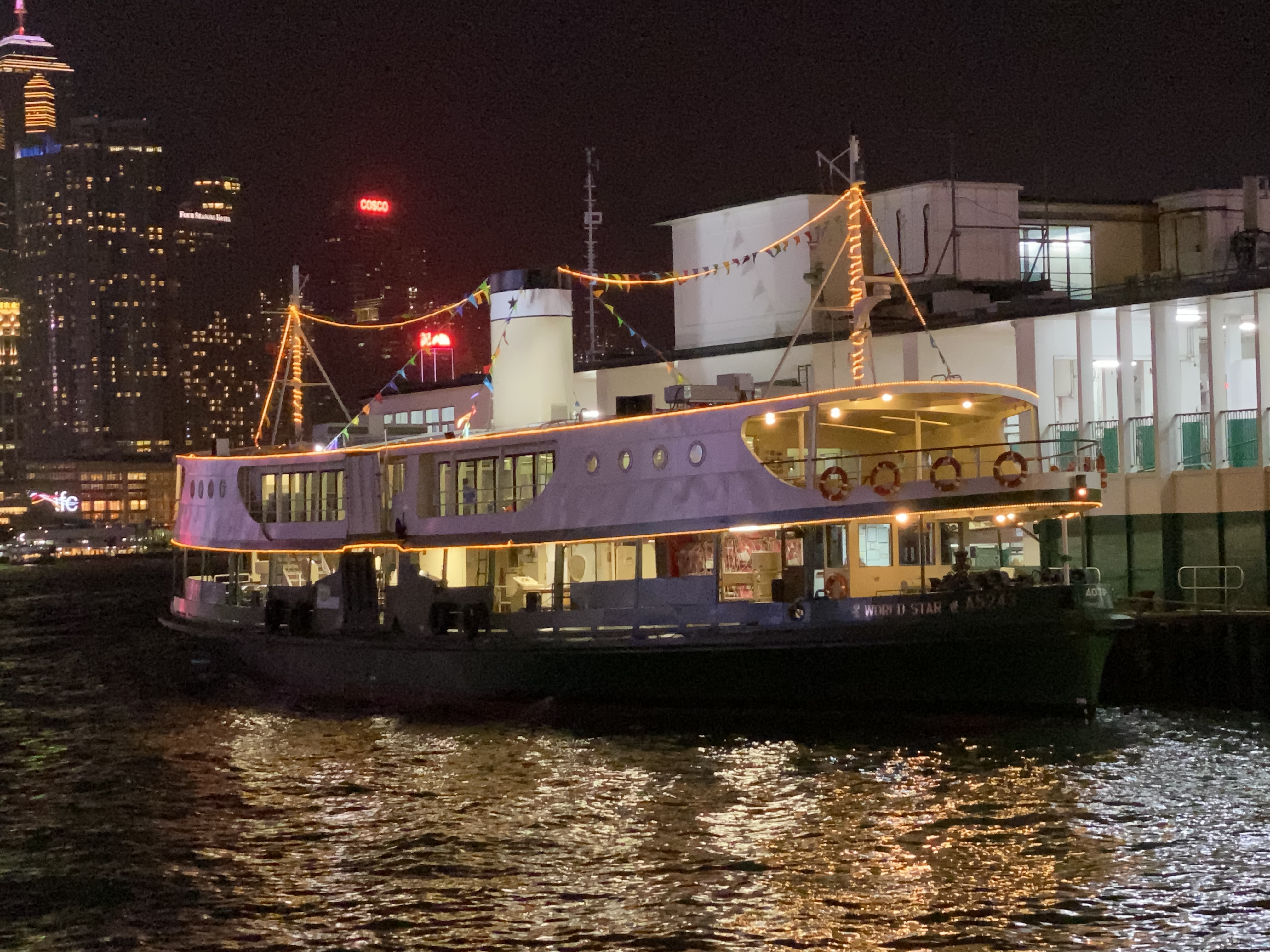
世星為「天星海港遊」所使用的船隻

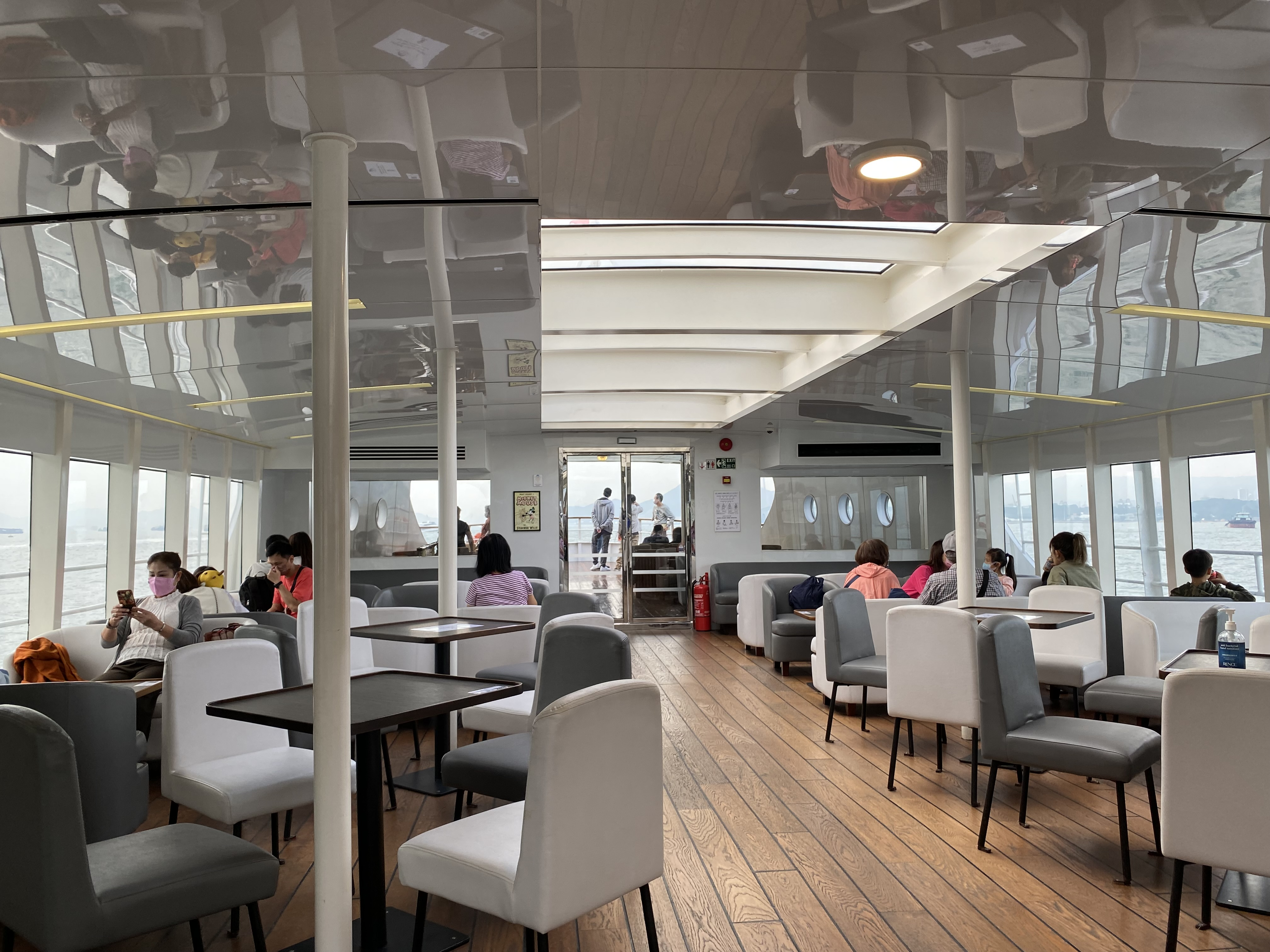
世星船艙上層

- 海港遊 ● 港島東
- 海港遊 ● 黃昏
- 海港遊 ●「幻彩詠香江」

### 收費
下列收費以港元計算，由2017年2月1日起生效：
註:由於以下航線因應疫情客量不足現時已經停駛，最新收費有待復航後當局進一步宣布
| 航線                                 | 成人收費 | 特惠收費 |
| ------------------------------------ | -------- | -------- |
| 天星海港遊 (香港東)                  | $100     | $70      |
| 天星海港遊 (黃昏)                    | $120     | $90      |
| 天星海港遊 (幻彩詠香江)              | $120     | $90      |
| 特惠收費適用於小童／殘疾／65歲或以上 |          |          |

## 船隊

### 現役船隊
天星小輪屬下船隻，其名一直皆有「星」字，現時船隊則由9艘燃燒柴油的內燃機雙層船隻及1艘柴電混合（曉星）的雙層船組成，全部都是雙頭渡輪，前後方的下層都設有駕駛台及推進器。這些船隻皆由黃埔船塢在1958年至1965年間建造。於1989年加入服務的最新船隻「金星」和「世星」，載客量為762人（包括下層企位）。其後因中環/灣仔往返紅磡航線停航，天星小輪已於2011年把另有3艘已售出，其餘船隻則載客552至577人。天星小輪已在所有小輪上層的頭、尾端船艙，安裝了空氣調節系統。
| 船名 | 英文船名         | 服役年份    | 圖片 | 擁有權證明書號碼 | 跳版類型 | 跳版類型 | 備註 |
| 船名 | 英文船名         | 服役年份    | 圖片 | 擁有權證明書號碼 | 手動跳版 | 電動跳版 | 備註 |
| ---- | ---------------- | ----------- | ---- | ---------------- | -------- | -------- | --- |
| 午星 | Meridian Star    | 1958年      |      | A 2671           |          | O        | 第2代 2012年改裝為天星維港遊後備船隻                                                                                          |
| 日星 | Solar Star       | 1958年      |      | A 2681           |          | O        | |
| 北星 | Northern Star    | 1959年      |      | A 2971           |          | O        | 第3代 |
| 夜星 | Night Star       | 1963年      |      | A 31             |          | O        | 第2代 披上「亞洲國際都會」廣告                                                                                                |
| 輝星 | Shining Star     | 1964年      |      | A 3841           |          | O        | 2003年改裝成天星維港遊專用船                                                                                                  |
| 晨星 | Day Star         | 1964年      |      | A 4041           |          | O        | |
| 熒星 | Twinkling Star   | 1964年      |      | A 2961           |          | O        | |
| 曉星 | Morning Star     | 1965年      |      | A 2801           |          | O        | 第一艘環保船 曾披上「亞洲國際都會」廣告                                                                                       |
| 銀星 | Silver Star      | 1965年      |      | A 4241           |          | O        | 第二艘環保船 |
|      | Pacific Princess | 1988-1991年 |      | A 5663           |          |          | 1970年代初建造，由澳洲購入，原名Temeraire II，一度改名為「后星」（Lady Star）投入渡輪服務，後再被翻新為九龍倉集團遊艇並改為現稱 |
| 世星 | World Star       | 1989年      |      | A 5243           |          | O        | 半島酒店「維港半島經典下午茶」用船                                                                                            |

### 已退役船隊
1. 黃埔船塢普通渡輪
  - 天星（Celestial Star，擁有權證明書號碼：A2071），1956年建造，服役期1956-2011，於現時正在閒置中，自2011年10月起在青衣北汀九近水灣停泊
  - 耀星 Radiant Star（第1代），1956年建造，服役期1956-1971，於1971年已出售
  - 東星 Oriental Star，1955年建造，服役期1955-1973，於1973年已售予新加坡
  - 晚星 Evening Star，1926年建造，服役期1926-1958
  - 極星 Polar Star，1901年建造，服役期1901-1927
  - 午星 Meridian Star（第1代），1924年建造，服役期1924-1956
  - 曉星 Morning Star（第1-4代），1871年建造，服役期1871-1965
  - 夜星 Night Star（第1-2代），1888年建造，服役期1888-1934
  - 北星 Northern Star（第1-2代），1900年建造，服役期1900-1959
  - 日星 Solar Star（第1代），1926年建造，服役期1926-1958
  - 金星 Golden Star（第1代），1928年建造，服役期1928-1968，於1953年改用柴油引擎
  - 高星 Rising Star，1890年建造，服役期1890-1902
  - 導星 Guiding Star，1896年建造，服役期1896-1904
2. 宏德機器鐵工廠普通渡輪
  - 世星（World Star，擁有權證明書號碼：A5243），1989年建造，服役期1989-2011，於現時正在閒置中，自2011年6月起一直在青衣北汀九近水灣停泊，擬加裝柴油電能驅動裝置系統及海水簾式廢氣洗滌系統[20]，天星小輪於2016年未以「世星」輪作為「尖沙咀至迪士尼航線」之旅遊渡輪服務。
  - 金星（Golden Star（第2代），擁有權證明書號碼：A5153），1989年建造，服役期1989-2011，於2004年改為天星維港遊使用渡輪之一，已於2011年6月出售。船主其後將金星輪運往珠海改裝，現時停泊於大潭灣成為私人郵艇[21]
3. S.CHINA MOTOR SHIPBUILDING CO.LTD 普通渡輪
  - 電星 Electric Star，1933年建造，服役期1933-1968，於1948年改用柴油引擎
4. 香港船廠普通渡輪
  - 耀星 Glowing Star（第2代），1981年建造，服役期2000-2005，於1981年建造，由英軍購入，原名英國海軍服務艦隻P20，於2008年轉售保安船公司，命名為GLENN CONSTITUTION
5. 澳洲弗里曼特爾船廠普通渡輪
  - 星 Lady Star，1970年建造，服役期1988-1991，於1970年代初建造，由澳洲購入，原名Temeraire II
6. 街渡船
  - 龍星 Dragon Star，1984年建造，租借期1988-1989，於1989年退租合成恭小輪
  - 海王星 Neptune Star，1995年建造，租借期1998-2001，於2001年退租翠華船務並易名為「翠盈」（Maris）
7. 拖船
  - KOWLOON，1900年建造，服役期1900-1907

## 圖片集

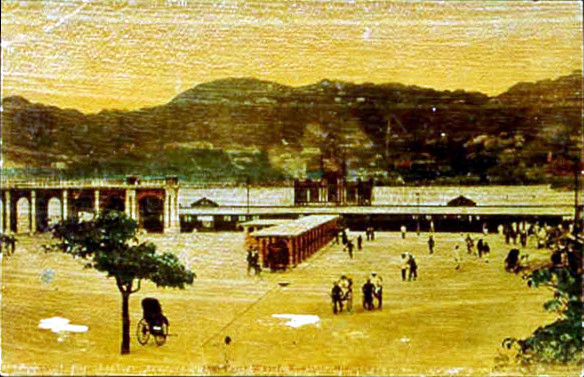
1920年代的尖沙咀天星碼頭
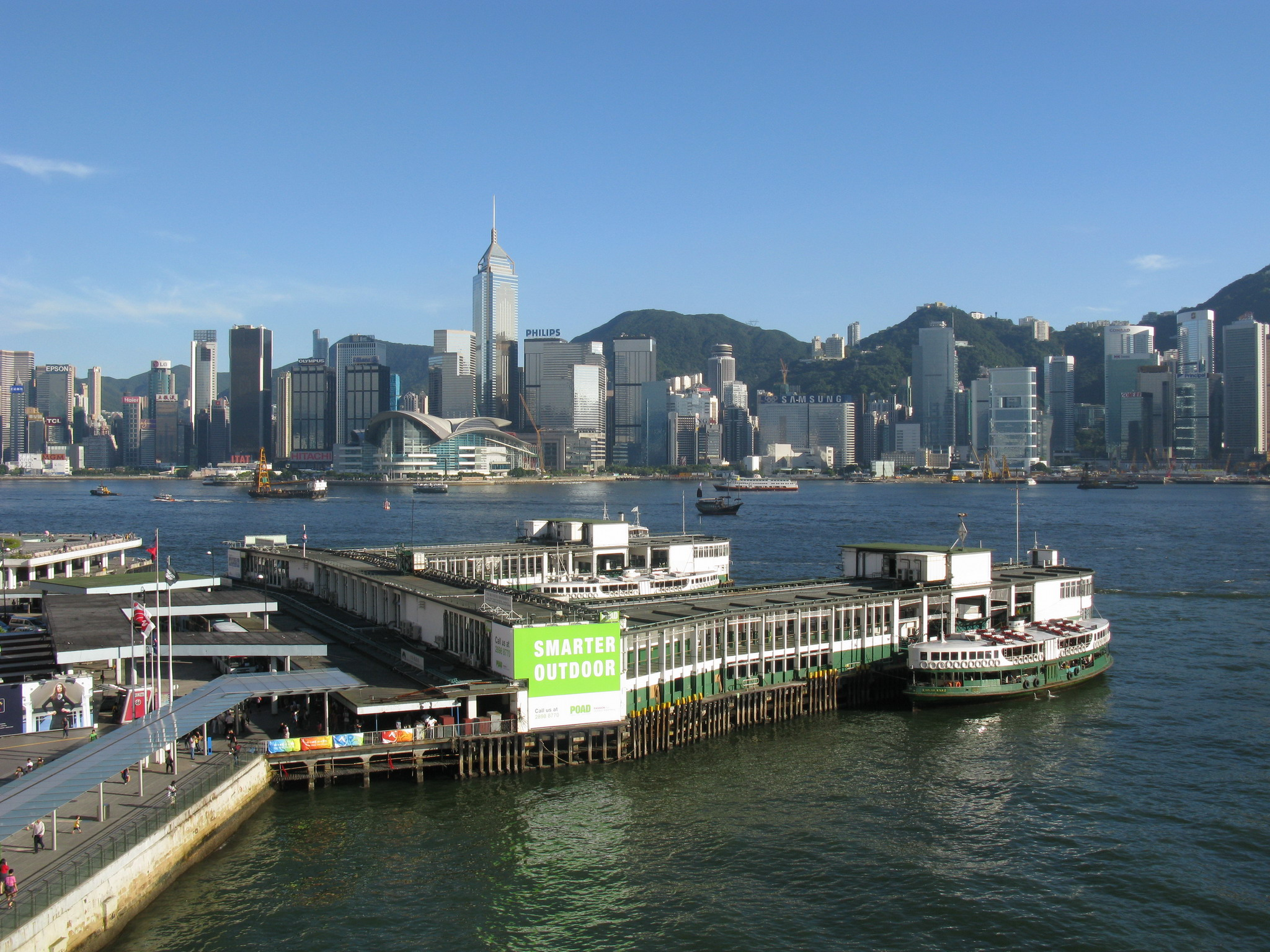
現時的尖沙咀天星碼頭
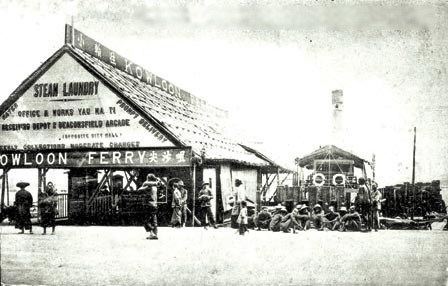
第1代中環天星碼頭 （1898年－1912年）
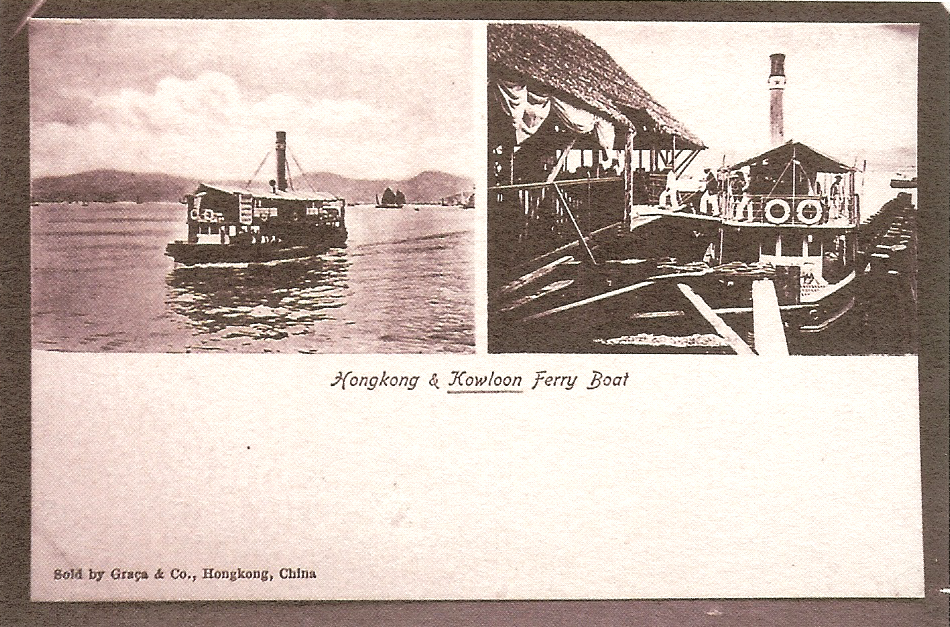
第2代中環天星碼頭 （1912年—1957年）
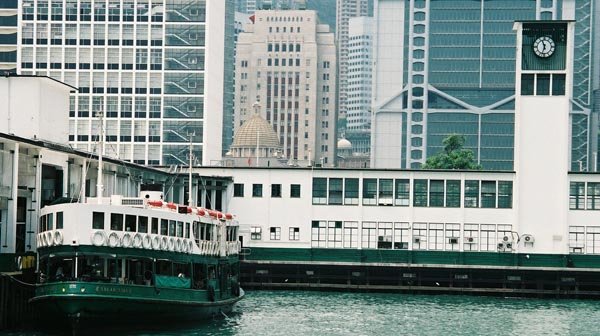
第3代中環天星碼頭 （1958年—2006年11月）
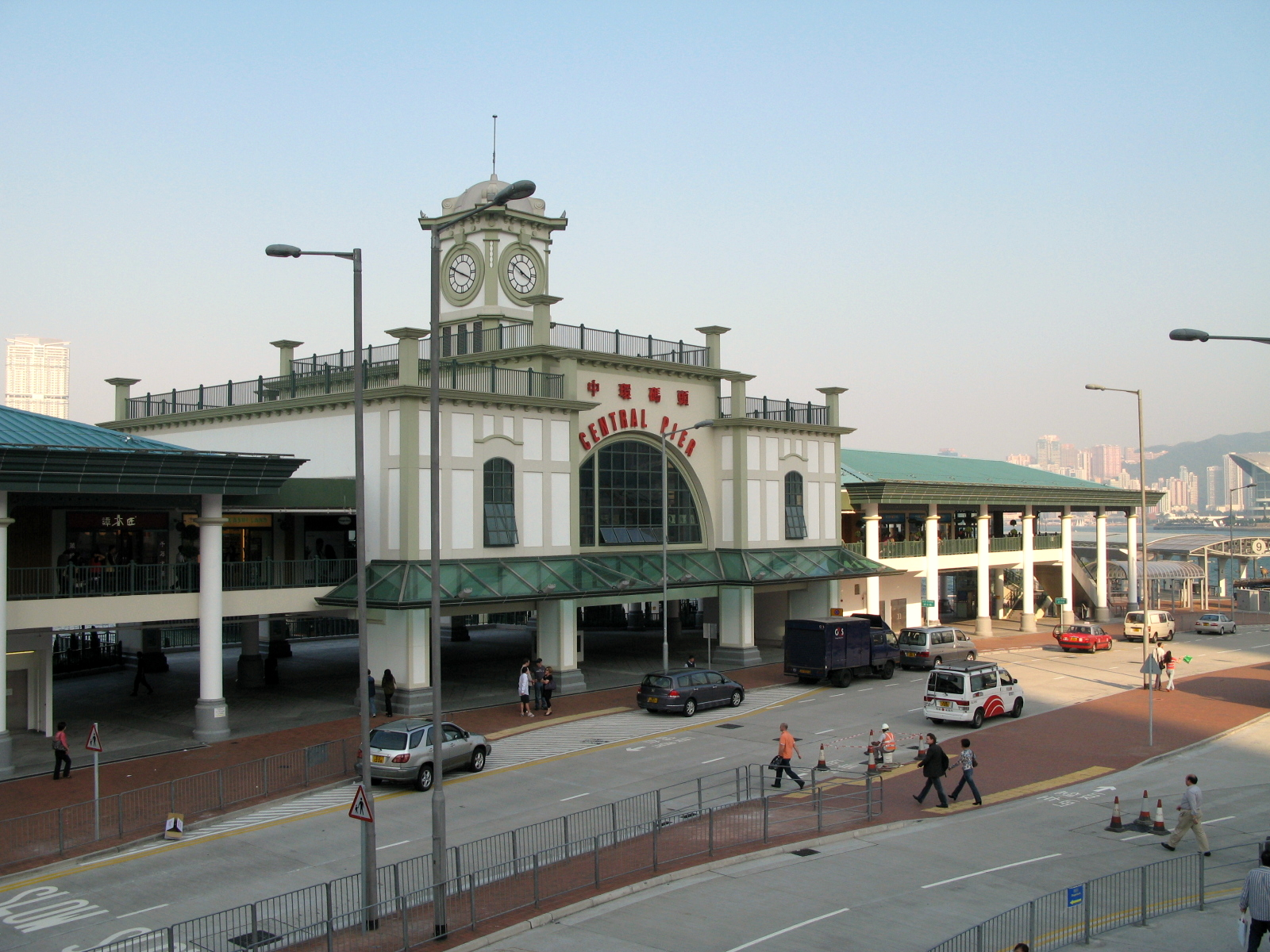
第4代中環天星碼頭 （2006年—）
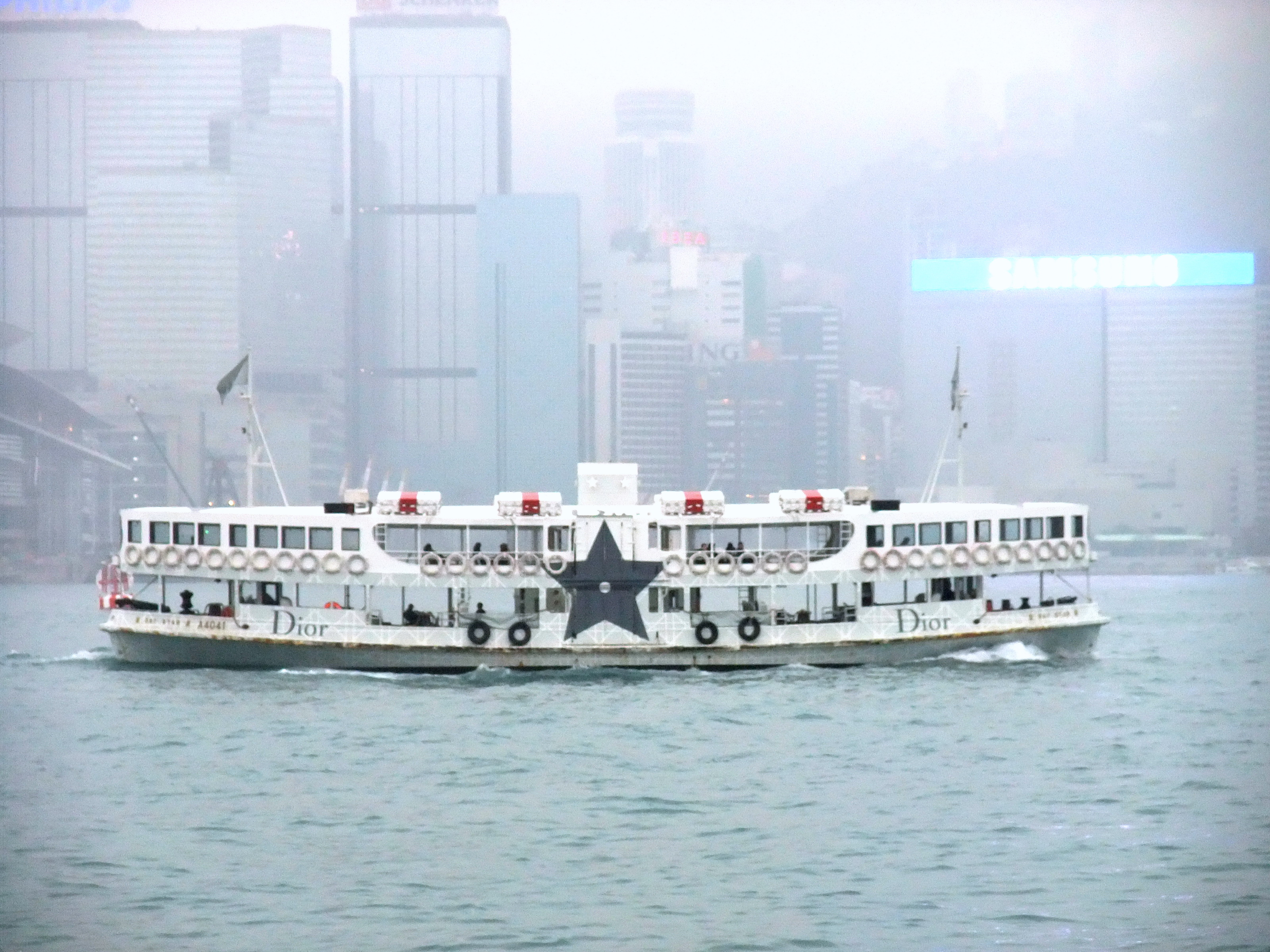
披上Dior廣告的晨星
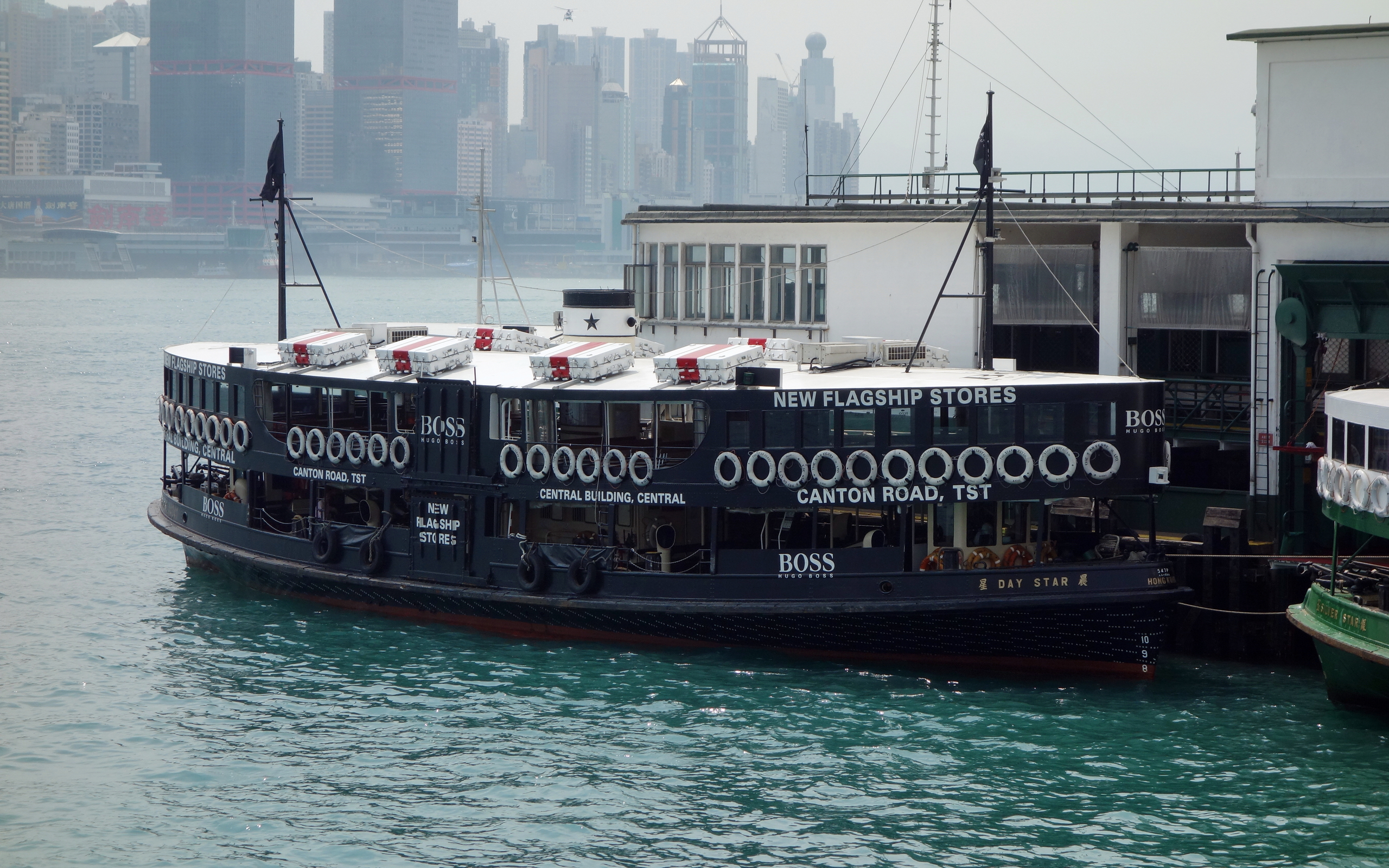
披上Hugo Boss廣告的晨星
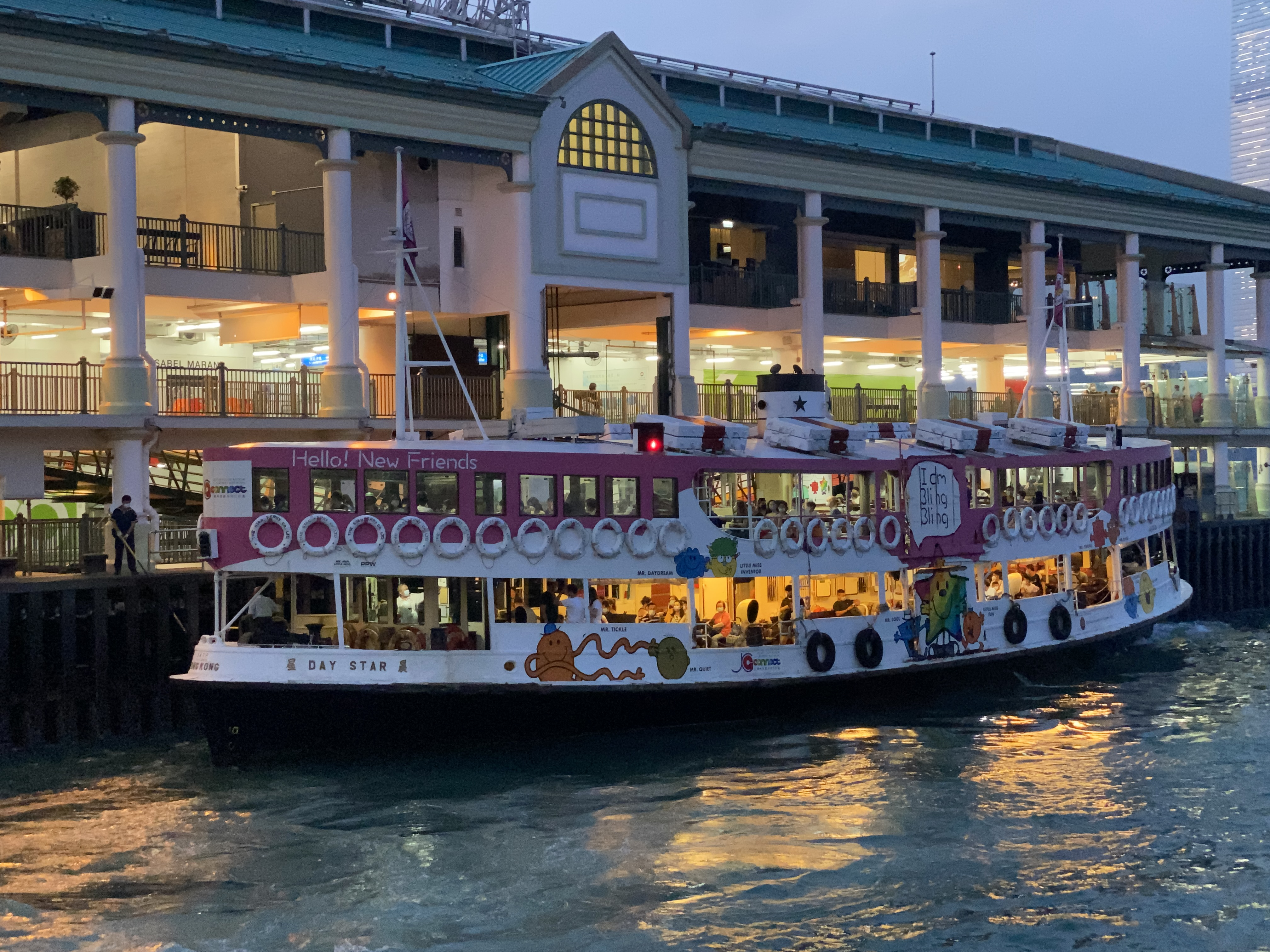
披上奇先生妙小姐「閃閃」廣告的晨星
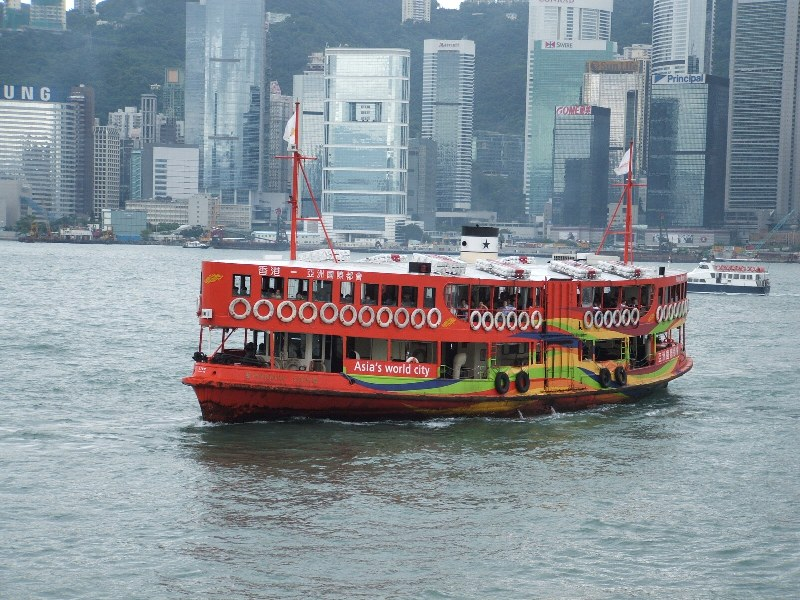
披上「亞洲國際都會」廣告的曉星
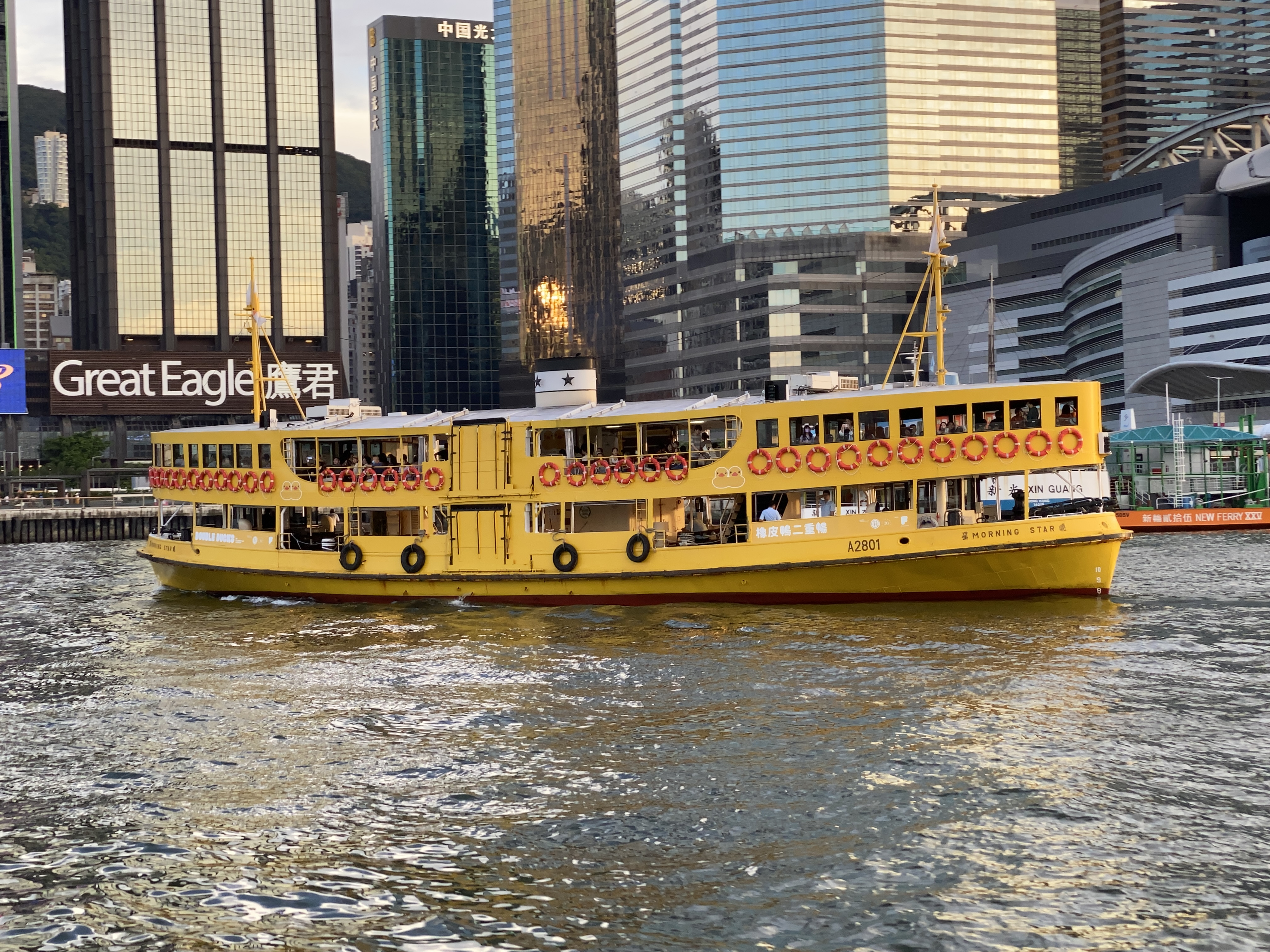
披上「橡皮鴨二重暢」廣告的曉星
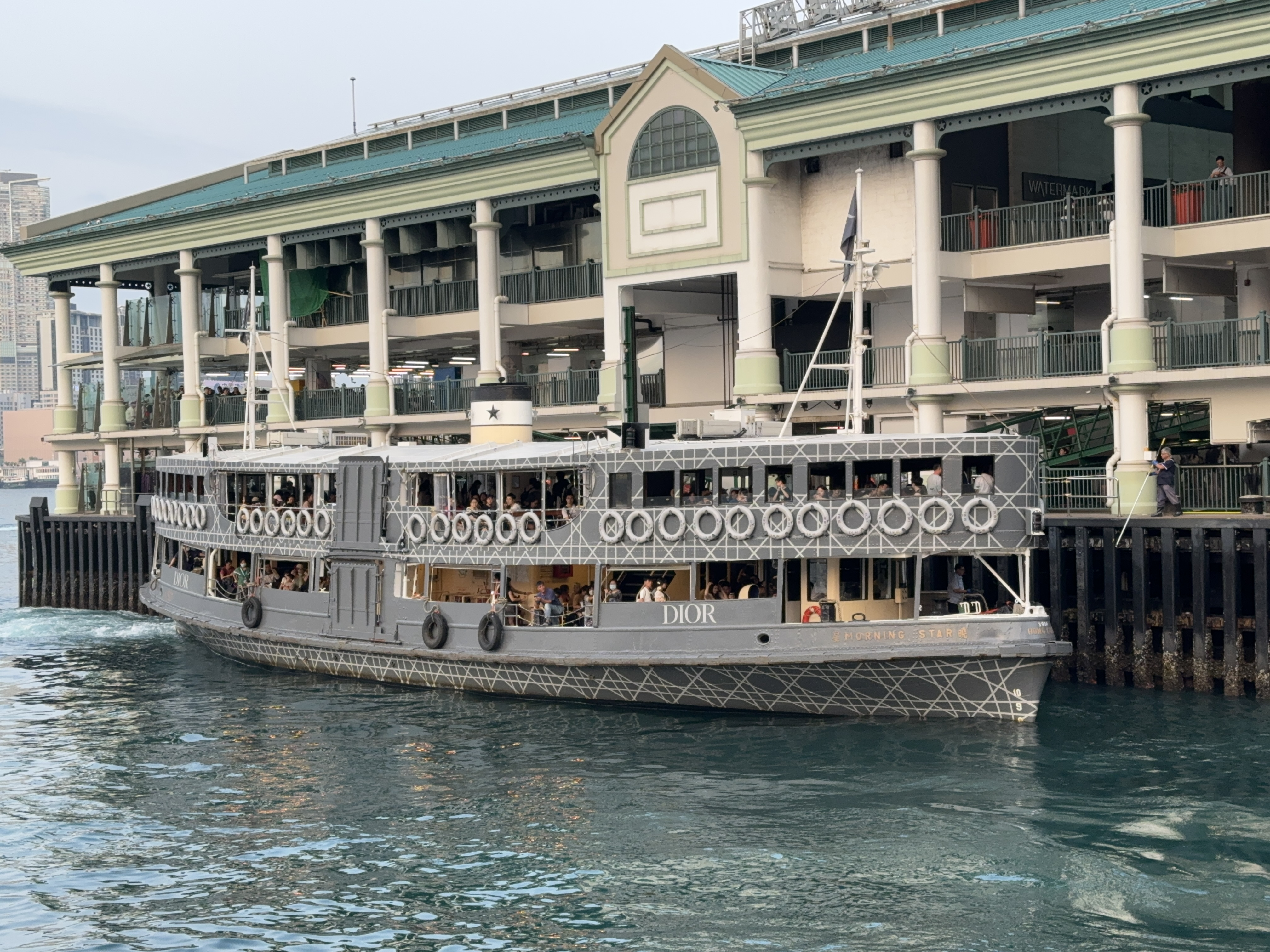
披上Dior廣告的曉星
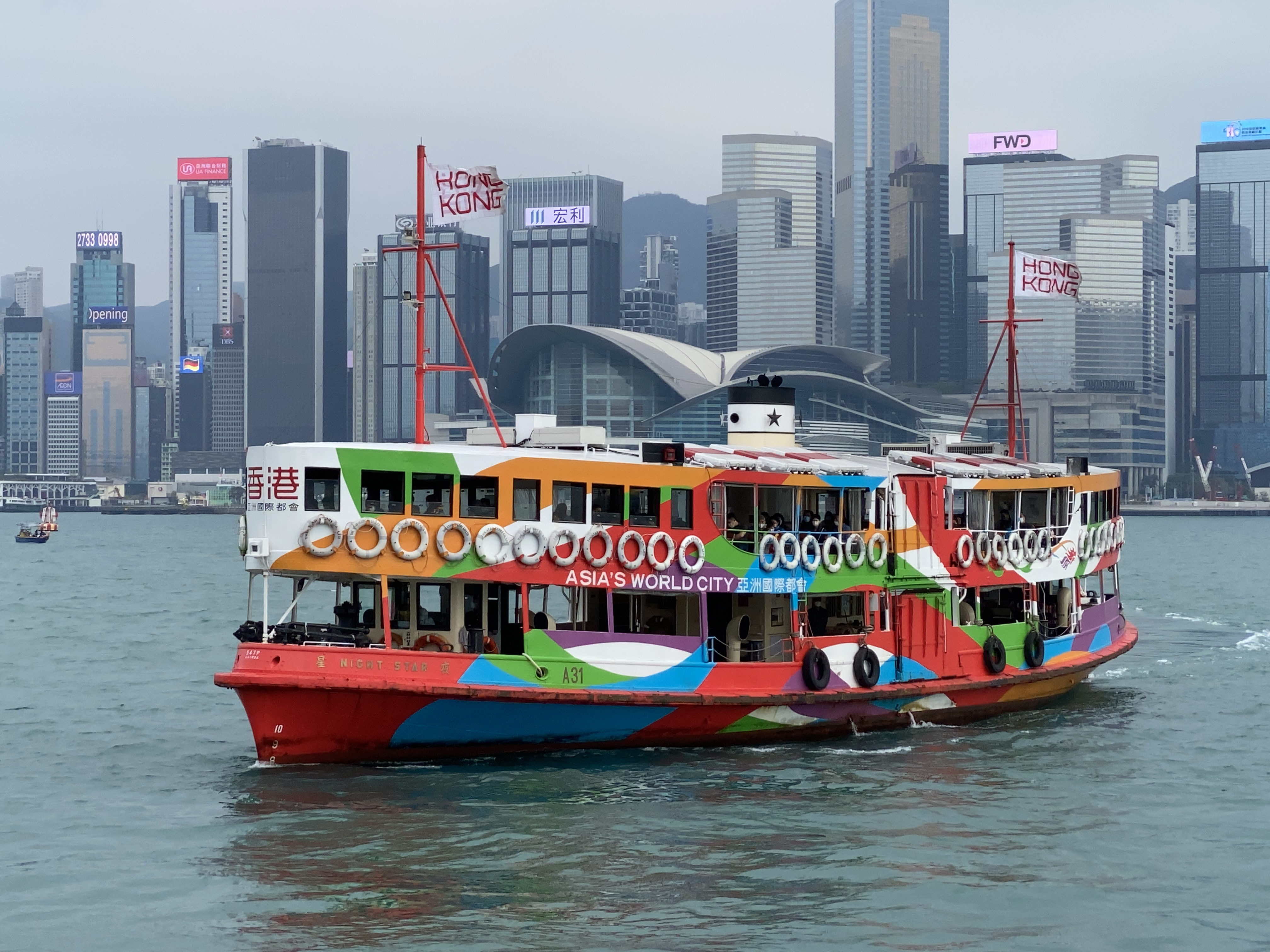
披上「亞洲國際都會」廣告的夜星
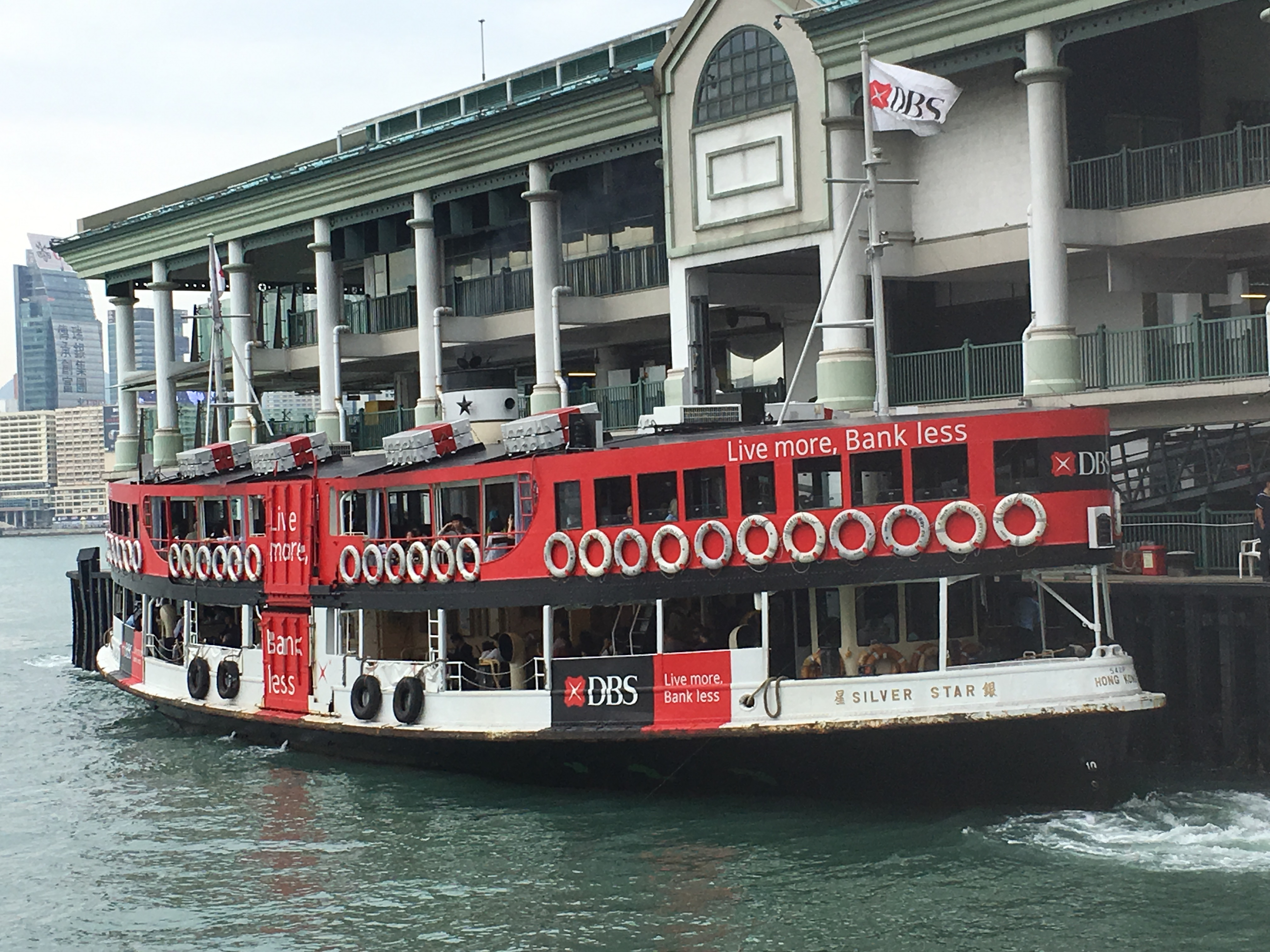
披上星展銀行廣告的銀星
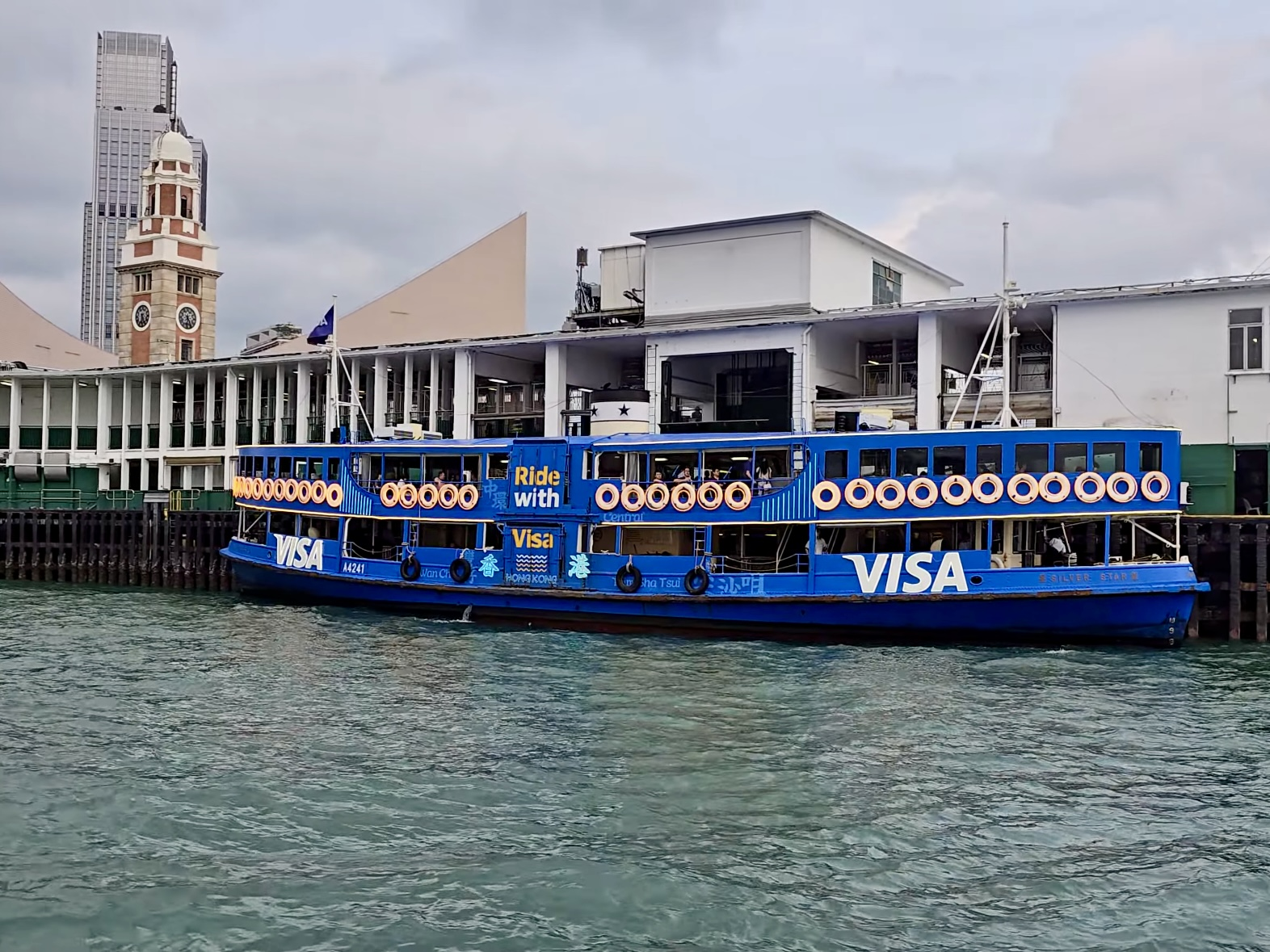
披上Visa廣告的銀星
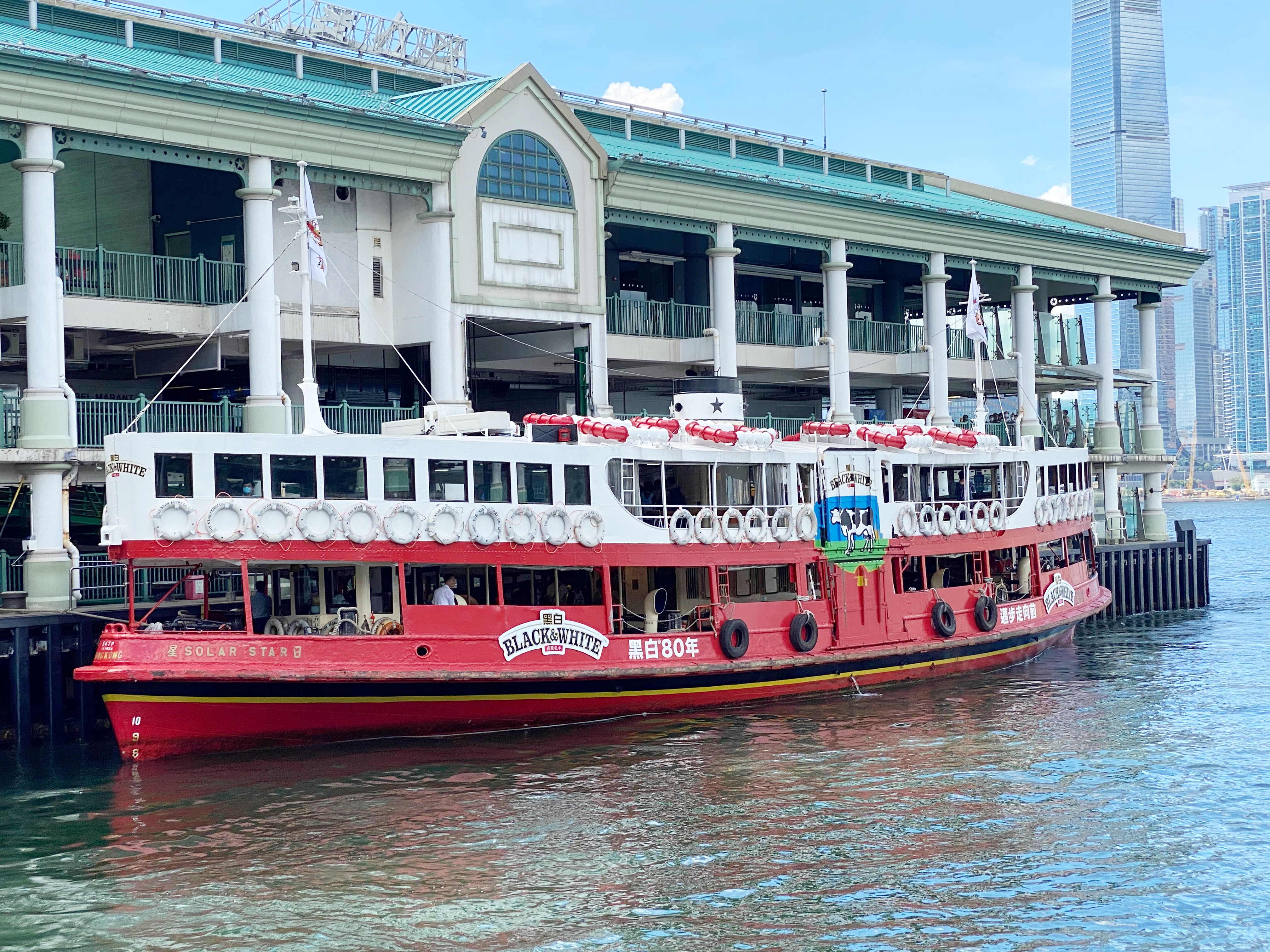
披上黑白淡奶廣告的日星
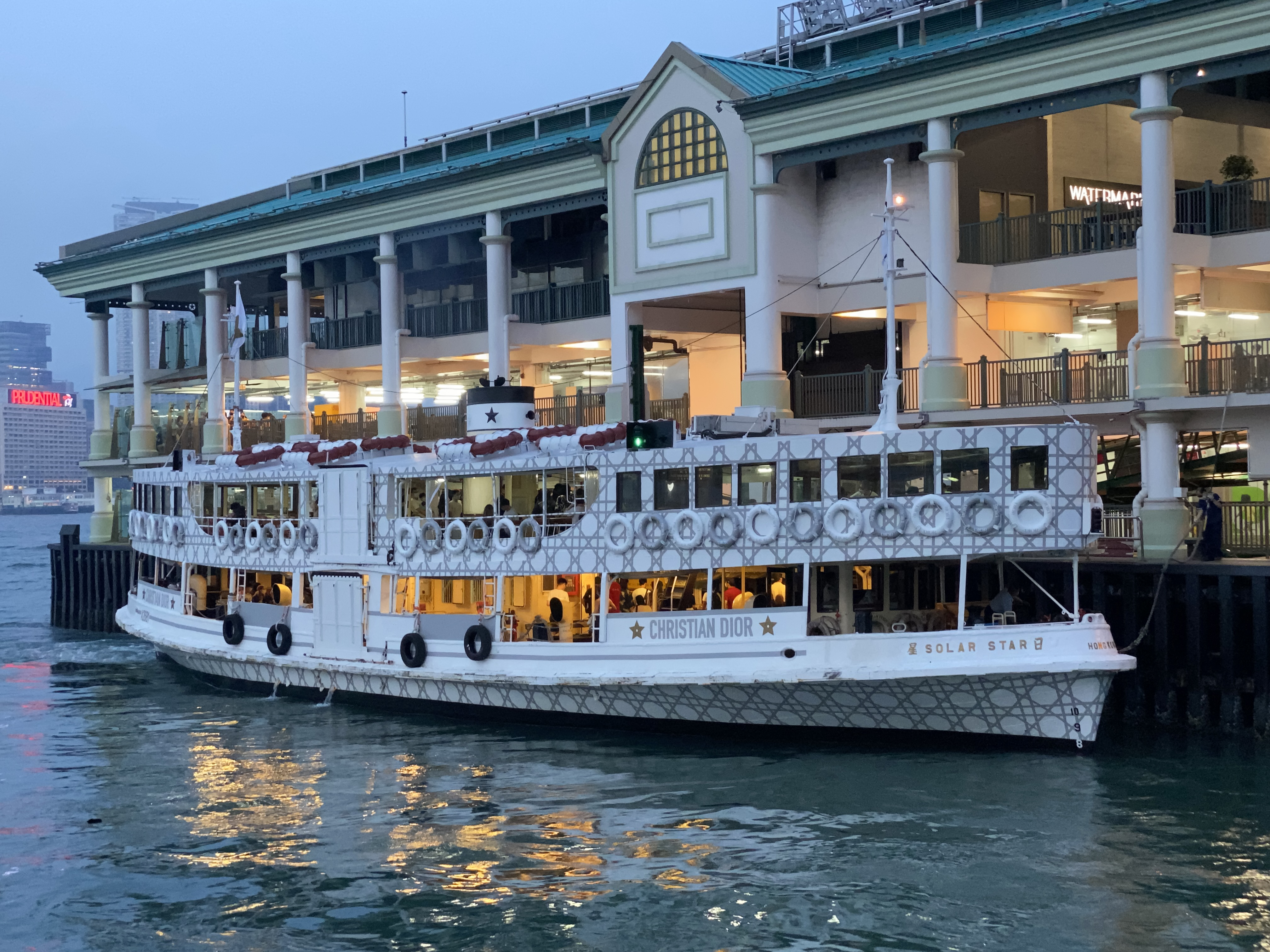
披上Dior廣告的日星
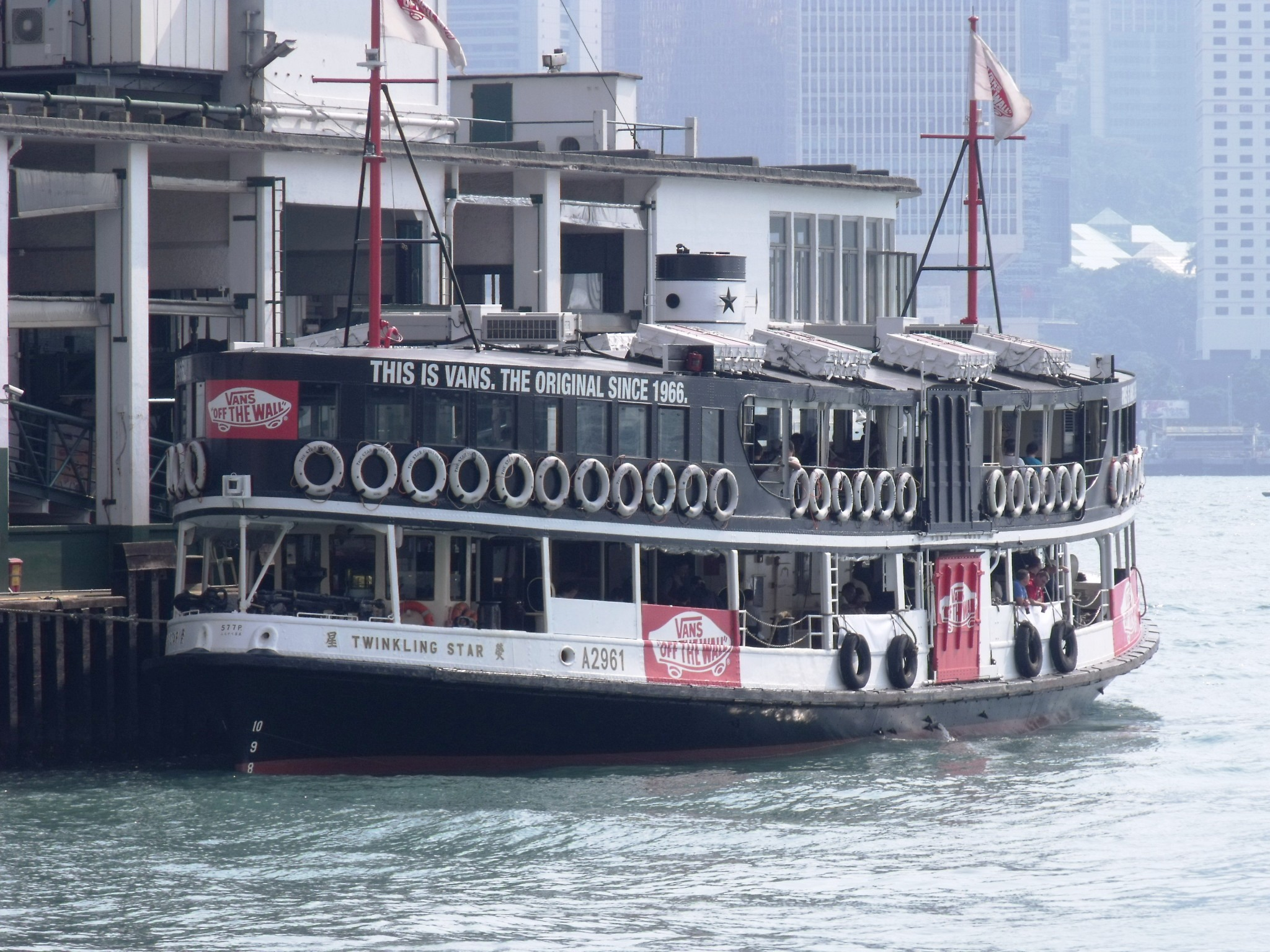
披上Vans廣告的熒星

## 意外事故
- 2018年5月28日下午5時許，一艘載136名乘客及7名船員、由中環天星碼頭開往尖沙咀天星碼頭的天星小輪正準備泊岸時懷疑因機件故障，失去動力，無法控制方向下先後撞向碼頭及200米外的海運大廈岸邊，海運大廈防撞欄損毀，最終天星小輪派出另一艘船靠近涉事小輪，協助將其拖回岸邊落客，意外中無人受傷。[22]
- 2023年5月3日凌晨近5時，一名47歲男船長在尖沙咀渡輪碼頭的北星號船艙內昏迷，送院後證實不治。據了解，死者入職至今已8年，並連續上班23日，而當時值通宵班，由晚上11時工作至翌日早上7時。親友表示死者過去兩年都連續上班25天，才獲放5天假，加上人手不足下，懷疑因長期工作過度疲勞，而導致暈倒不治，要求當局徹查及提供經濟援助。[23][24]不過天星小輪公司和小輪業職工會理事長范強表示員工普遍支持並保留現有制度，認為工作都不會超時下，已經有足夠時間休息，同時不希望改變編更制度。[25]

## 外部連結
- 天星維港遊（页面存档备份，存于）
- 天星海港遊（页面存档备份，存于）
- 天星小輪網址（页面存档备份，存于）